# Karl Heinrich Lämmel
Karl Heinrich Lämmel (* 30. Juli 1910 in Riesa, Sachsen; vermisst seit 1945) war ein deutscher Pressefotograf und Dokumentarfotograf.

## Leben

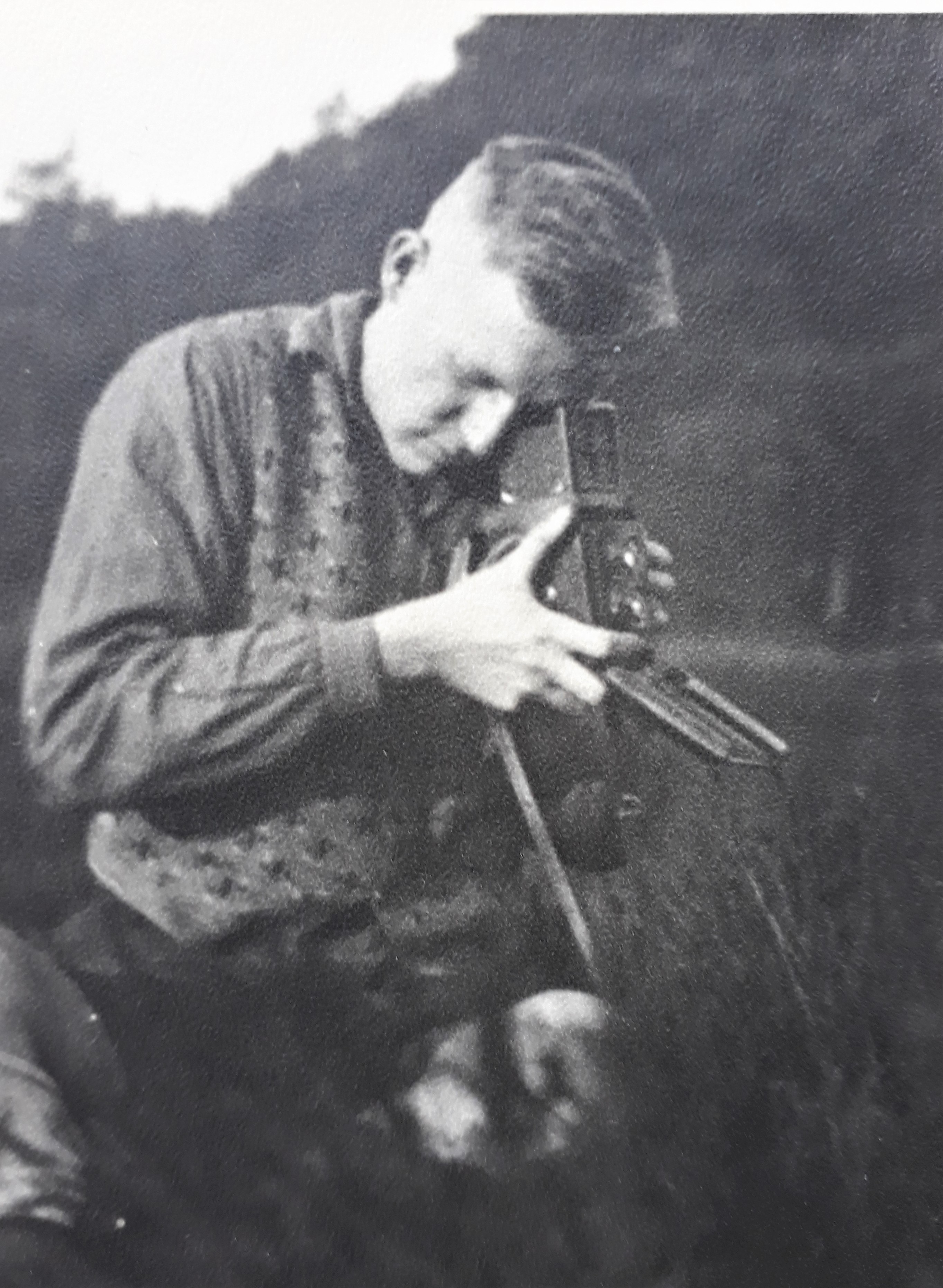

Karl Heinrich Lämmel wurde am 30. Juli 1910 in Riesa/Sachsen als Sohn eines Buchhalters bei der GEG geboren. Er zog mit seinen Eltern 1924 nach Hamburg um, wo er seine Lehrzeit in einer Verlagsgesellschaft verbrachte und den Beruf eines Buchdruckers und Schriftsetzers (Schweizerdegen) erlernte. Außerdem bekam er eine Ausbildung in Gebrauchsgrafik an der Hamburger Kunstgewerbe-Schule. In den 1930er-Jahren war er als Fotoreporter für den Mauritius-Verlag tätig, der seinen Sitz in Berlin hatte und dessen Archiv 1939, dem Jahr des Beginns des Zweiten Weltkrieges, geschlossen wurde.
Im Frühjahr 1940 wurde Lämmel als Soldat in den Kriegsdienst eingezogen. Er kam zunächst nach Frankreich und nahm später am „Russland-Feldzug“ als Obergefreiter teil. Seit dem April 1945 ist er vermisst.
Jahrzehnte später wurden im Archiv des Mauritius Verlages zahlreiche Aufnahmen Lämmels (wieder-)entdeckt. Sie umfassen hauptsächlich Landschafts- und Städtefotos aus verschiedenen Teilen Deutschlands und zeigen die Architektur und vor allem Menschen während des Alltags – so zum Beispiel im Stadtbild von München vor den Luftangriffen auf die bayerische Landeshauptstadt. „Mit Liebe zum Detail rückte er scheinbare Nichtigkeiten in den Bildvordergrund. Das Hauptmotiv [... wurde so eher ...] zur Nebensache.“
Darüber hinaus fanden sich auch Fotografien Lämmels, die er in den 1930er-Jahren in Köln aufgenommen hatte. Außerdem wurden zahlreiche Aufnahmen aus der Hamburger Gegend in den Jahren 1937–42 im „Hamburger Anzeiger“ veröffentlicht.

## Belege
1. 1 2 3  Lea Kramer: München historisch / Fotos aus den 30ern: Hier fährt die Tram über den Stachus!, in Abendzeitung vom 24. März 2014; in der Version vom 28. März 2014 langfristig gespeichert (Memento vom 28. März 2014 im Internet Archive) im Internet Archive
2. ↑  Hans-Dietrich Lemmel: Genealogie und Familiengeschichte Lemmel/Lämmel/Lemlein. 10. August 2020, archiviert vom Original (nicht mehr online verfügbar) am 16. Januar 2021; abgerufen am 14. Januar 2021 (deutsch).  Info: Der Archivlink wurde automatisch eingesetzt und noch nicht geprüft. Bitte prüfe Original- und Archivlink gemäß Anleitung und entferne dann diesen Hinweis.
3. ↑  Frank Golomb (Verantw.): Über uns (Memento des Originals vom 16. Juni 2015 im Internet Archive)  Info: Der Archivlink wurde automatisch eingesetzt und noch nicht geprüft. Bitte prüfe Original- und Archivlink gemäß Anleitung und entferne dann diesen Hinweis. auf der Seite united-archives.fotograf.de, Zugriff am 13. Juni 2015
4. ↑  Gutachten des DRK-Suchdienstes vom 30. März 1979
5. ↑  Och, wat wor dat fröher schön!; Beispielfotografien auf der Seite der Kölnischen Rundschau

| Personendaten    | Personendaten                                               |
| ---------------- | ----------------------------------------------------------- |
| NAME             | Lämmel, Karl Heinrich                                       |
| ALTERNATIVNAMEN  | Laemmel, Karl-Heinrich                                      |
| KURZBESCHREIBUNG | deutscher Fotoreporter, Architektur- und Dokumentarfotograf |
| GEBURTSDATUM     | 30. Juli 1910                                               |
| GEBURTSORT       | Riesa, Sachsen                                              |
| STERBEDATUM      | nach 1945                                                   |